# Паксологія
Паксологія (від лат. Рах - світ і грец. logos - слово, вчення), іренологія, науковий напрям, в рамках якого досліджуються фактори, що сприяють усуненню (обмеження) матеріальних, політичних, ідеологічних та ін. передумов виникнення воєн і збройних конфліктів, шляхи утвердження миру, що виключає саму можливість проведення політики загрози або застосування сили.

## Загальний опис
Паксологія виникла в кін. 50-60-х ХХ ст. як реакція вчених на загрозу загибелі людства в ядерній війні в країнах Західної Європи, потім в США. 
Ряд ідей паксології опрацьовані в давнину в працях античних філософів (Ямбул, Платон, Арістотель, Цицерон та ін.), теологів середньовіччя (Іоанн Златоуст, Августин Блаженний), мислителів Відродження (Еразм Роттердамський, С. Франк, Г. Гроцій, Я. Коменський, У . Пенн, Ш. Сен-П'єр і ін.), значний внесок у вчення про світ внесли французькі енциклопедисти (Ж.-Ж. Руссо, Вольтер, Д. Дідро та ін.), а також представники німецької класичної філософії (І. Кант ) і їх послідовники в Англії (А. Сміт, Дж. Прістлі) та ін.
На початку ХХІ ст. паксологія продовжує формуватися як наукова теорія. Дослідження  ведеться на широкій міждисциплінарній основі. При цьому залучаються методологічні принципи як гуманітарних (філософія, історія, політологія, соціологія, право, соціальна психологія та ін.), так і природних (математика, хімія, біологія та ін.) наук. Серед дослідників світу відсутня згода про предмет і завдання цього наукового напрямку, його ставлення до традиційних наукових дисциплін. 
Паксологічні школи розрізняються світоглядною основою, політичною орієнтацією, теоретико-методологічною базою. Одні автори (А. Рапопорт, П. Смоукер, Л. Річардсон, Т. Ленц, Б. Броуді і ін.) дотримуються концепції так званого «негативного світу», розуміючи під ним фактичну відсутність війни. Предмет П. вони зводять до дослідження міжнародних конфліктів, способів і прийомів їх вирішення, організації та керівництва діями, спрямованими на запобігання війни і встановлення миру, вивчення проблем підвищення безпеки оборонних систем, розробку заходів по контролю над озброєннями і роззброєнням.
Інші (Й. Галтунг, А. Ротфельд, Й. Голдблат і ін.) розробляють концепцію «позитивного світу», розглядаючи його альтернативою не війні, а будь-якому насильству і несправедливості. Завдання П. як наукової дисципліни вони вбачають у тому, щоб полегшити розуміння зміни природи і корінних причин конфліктів і запропонувати шляхи їх мирного вирішення. 
В середині 1980-х значного розвитку в П. отримала «глобалістська» концепція світу. Її представники (М. С. Горбачов, Г.Х. Шахназаров, А. Печчеї, Е. Ласло та ін.) В зміст категорії «світ» включають також моральне засудження насильства і пропонують шукати шляхи його досягнення на основі перебудови системи міжнародних відносин на принципах соціальної справедливості, відповідальності та гуманізму. У їхньому уявленні твердження загального миру передбачає крім традиційних питань також вирішення глобальних проблем та здійснення комплексу соціально-економічних, культурно-виховних та ін. програм, спрямованих на розвиток довіри і співпраці між народами. 